# Последња жеља
Последња жеља (пољ. Ostatnie życzenie) је прва од две збирке приповедака (друга је Мач судбине), претходних саге о Вешцу, коју је написао пољски писац фантастике Анджеј Сапковски. прво пољско издање је објављено је 1993., а прво српско издање 2007. Књига је преведена на неколико других језика.
Збирка садржи оквир приче и 7 главних кратких прича; Гералт од Ривије, након што је рањен у борби, почива у храму. За то време он се присећа скорашњих догађаја из свог живота, од којих сваки чини причу за себе.

## Приповетке

### Глас разума
Оквирна приповетка, која повезује све остале као сећања главног јунака, Гералта од Ривије.

#### Заплет
Рањени Гералт опоравља се у храму богиње Мелителе у Еландеру, под заштитом своје старе пријатељице, свештенице Ненеке. Након вођења љубави са младом свештеницом Јолом (заклетом на ћутање), која га подсећа на Јенефер, Гералт заспи и сања о свом сусрету са стригом у Визими.(приповетка "Вештац"). Ујутро га пробуди Ненеке, забринута због његових рана (задобијених у борби са стригом): разговарају о мутацијама које је Гералт преживео да би постао вештац (на пример, он не може да буде хипнотисан) и његовом недостатку вере. Овде је представљена друга приповетка, "Зрно истине".
У храм долазе витезови Реда Беле Руже, гроф Фалвик и млади витез Таилес, да би протерали Гералта из Еландера у име принца Хереварда. Ненеке поносно одбија њихове захтеве (пошто је Гералт пријатељ Храма) све док се рањеник не опорави, али Гералт обећава да ће отићи након три дана. Незадовољни, витезови вређају Ненеке (због чега Гералт и Таилес скоро улазе у борбу), али се повлаче када им свештеница запрети својом магијом, упозоравајући да ће се вратити (у овом тренутку, уведена је трећа кратка прича, "Мање зло"). Касније, Гералт размишља о својој судбини (уводећи кратку причу, "Питање цене").
Нешто касније, песник Невен, Гералтов пријатељ, стиже у храм. Заједно се сећају прошлих времена, и тога како Гералтова професија постаје све мање профитабилна. Коначно, они се присјећају своје прве авантуре ("Крај света"). Гералт разговара са Ненеке о Јенефер, и нуди јој део своје зараде. Ненеке га одбија и пита га како је срео Јенефер. Он јој прича причу ("Последња жеља").
Када Гералт и Невен напусте храм, на путу их пресрећу Фалвик и Таилес, у пратњи одреда најамника принца Хереварда, под командом патуљка по имену Денис Кранмер. Таилес изазива Гералта на двобој, али уз непоштена ограничења: ако не прихвати изазов, биће обешен, а ако повреди Таилеса својим мачем, биће одвучен у тамницу, тако да мора допустити младом витезу да га победи. Вештац указује да постоји и трећа могућност (да се пробије, посекавши све на свом путу), али га Кранмер моли да избегне крвопролиће, какво је учинио у Блавикену. Вештац нуди Таилесу да послуша глас разума и прихвати извињење, али је одбијен презривим ћутањем. Гералт као од шале избегава младићеве ударце, а затим одбија ударац тако да се Таилес удари по лицу сопственим мачем, унаказивши се до краја живота. Гроф Фалвик наређује најамницима да га ухвате, али их Денис Кранмер зауставља, тврдећи да Гералт заправо није додирнуо Таилеса, који се набо на сопствено оружје. На растанку, Гералт обећава грофу Фалвику да ће га наћи ако се буде светио Храму или Кранмеру, и пријатељски се растаје са патуљком.
На растанку са свештеницама, када додирне Гералтову руку, Јола има визију његове смрти. Ненеке упозорава Гералта да остане, али Гералт је одбија, говорећи да је већ видио слична пророчанства и одлази. Ненеке му потврђује своју љубав, и испраћа га у сузама.

### Вештац
Гералт успешно скида урок са зачаране принцезе.

#### Заплет
Наоружани белокоси странац тражи преноћиште у злогласној крчми у Визими, престоници краљевства Темерије. Нападнут од тројице гостију који мрзе странце, а по акценту су препознали да је непознати из Ривије (краљевства на југу), странац за трен ока убија нападаче, а затим једним магијским знаком успева да натера градску стражу да га мирно поведе градском кастелану.
Код кастелана, странац се представља као вештац Гералт од Ривије, професионални ловац на чудовишта (потврђујући свој идентитет знаком вештаца - магичним медаљоном са вучјом главом), који се јавља на оглас (окачен по раскршћима и гостионицама) краља Фолтеста од Темерије.
У последњих 20 година, по свим земљама појавила су се чудовишта (боболаци, авети, боровици, вукодлаци, вампири, русалке и ноћнице). Пре 14 година краљ Фолтест направио је дете својој сестри Ади: и мајка и дете умрли су на порођају, али је девојчица после 7 година устала из гроба као стрига (висока 4 стопе, грађена као буре са рукама до земље, огромних зуба и канџи, неприродно брза и снажна), и почела да терорише Визиму у ноћима пуног месеца, једући људе и остављајући унакажене лешеве за собом. Фолтест је тражио савет чаробњака: већина је саветовала да стригу треба спалити заједно са дворцем (или јој одрубити главу ашовом!), само је један грбави пустињак рекао да су то уроци који се могу отклонити, и да ће од стриге опет настати Фолтестова кћи: треће певање петла, ако затекне стригу ван саркофага, скида урок. Старац је преноћио у крипти, а ујутро су од њега остали само капица и тољага, али је Фолтест забранио сваки покушај убијања стриге, и понудио велику награду сваком ко успе да спасе принцезу од урока. За 6 година многи су покушали и погинули ("неколико блеса, лутајућих витезова, чак и један чобанчић, кретен"), а неке је обесио сам Фолтест због неуспеха; за то време, покољи су се наставили (и до 50 људи годишње).
Пред задатак, Гералт се темељно припрема: скупља детаље о ранијим нападима, прегледа јединог преживелог, и сусреће се са краљем Фолтестом (који му даје дозволу да убије принцезу у самоодбрани, или ако и након скидања урока не буде нормална) и двојицим великаша, који му нуде део награде чак и ако убије стригу. Одлучује да покуша након следећег напада, пошто ће сита стрига бити спорија.
Ноћ након пуног месеца, у уклетом замку, Гералту приступа млади великаш Острит (некада заљубљен у принцезу Аду, и можда, човек који је у гневу урекао Фолтестову кћи), који му нуди новац да оде и поштеди стригу: краљеви непријатељи желе да искористе принцезин терор како би изазвали побуну и збацили краља (под утицајем краља Визимира из суседног краљевства Редање). Одбијен, Острит напада вешца мачем, који га обара песницом, везује и користи као мамац за принцезу: Острит гине, али Гералт, обдарен натприродном снагом (изазваном мутацијама у детињству и специјалним наркотицима), успева да уплаши и отера стригу, а затим леже у њен саркофаг до јутра како би је зора затекла напољу. Ујутро, Гералт поред саркофага налази ружну, мршаву и запуштену четрнаестогодишњу девојчицу: тргавши се из сна, она напада Гералта и рањава га у врат, али је вештац савлада, угризавши је за врат.
На крају, Гералт добија своју награду (3.000 орена), а принцеза је спашена: ружна и ментално заостала ("Плаче без престанка. И пишки у кревет.").

### Зрно истине
Пародија на бајку "Лепотица и звер".

#### Заплет
Путујући друмом, Гералт примећује јато лешинара како кружи изнад оближње шуме. Скренувши са пута, наилази на чопор вукова који се госте остацима мушкарца и жене: детаљан преглед открива да су обоје жртве вампира. Истражујући околину, Гералт открива замак обрастао шумом, и на брегу поред њега бледу црнокосу девојку, наизглед русалку, која пред њим бежи у шуму. Капија замка се магично отвара, и у дворишту на вешца насрће човеколико чудовиште, са главом и канџама медведа: пошто није успело да уплаши и отера вешца, чудовиште започиње разговор са Гералтом, шокирано његовом храброшћу; пошто Гералт затражи мало воде за себе и коња, чудовиште га учтиво позива на вечеру, што вештац свечано прихвата.
За вечером сазнајемо да је чудовиште заправо млади властелин Нивелен, који је од оца, витеза-пљачкаша, пре 12 година наследио замак и разбојничку дружину; приликом напада на непознат храм, Нивелен је под притиском дружине силовао заробљену свештеницу, која га је проклела пре но што се убила: да је чудовиште у људској кожи, и да ће у чудовишну кожу доспети. Неколико дана касније, Нивелен се пробудио као чудовиште и, обузет страхом и лудилом, напао своје слуге и рођаке: када се освестио, био је сам у замку са неколико убијених слугу. Уз чудовишну кожу, добио је и дар да изводи ситне магије: да створи храну и пиће, одело, топлу воду, а кућа је магијски испуњавала његове жеље. После неколико месеци у самоћи, у двориште замка залутао је неки трговац: сетивши се бајки које је слушао као дете (о девицама које пољупцем претварају жабе у принчеве), Нивелен је престрашио трговца и затражио његову кћи у замену за живот; пошто је кћи имала само осам година, Нивелен је проклео злу срећу и отпустио трговца, обдаривши га златом и драгим камењем (пленом осталим од оца).
Трговац се очигледно негде похвалио, јер неколико дана касније, на капији се појавио други трговац са одраслом ћерком и оставио је Нивелену на годину дана, у замену за врећу злата. То се поновило још четири пута (укључујући и кћи једног сиротог витеза), и текло је мање више исто: после почетног страха и резерве, и ситних, али скупоцених поклона, девојке би се ослободиле и зближиле са Нивеленом ("Грицни ме животињо, прогутај ме целу!... Чедност је у данашње време ређа од планинског змаја."), а затим вратиле родитељима. На његово разочарење, физичка блискост са женама није скинула урок: показало се да у бајкама нема ни зрна истине. На закључку приче, Нивелен обавештава Гералта да је задовољан својим стањем (због коњског здравља, здравих зуба и афродизијачког дејства који његов изглед има на жене) и одбија даље покушаје скидања урока. На питања о црнокосој русалки, Нивелен оклевајући признаје да да су се он и Верена заволели и живе заједно већ неко време: то је и разлог што је пре три дана одбио да прими још једног трговца са ћерком. За крај, моли Гералта да се врати и обави свој посао ако се икада претвори у право чудовиште.
Успут сазнајемо масу чињеница (и предрасуда) о вешцима: вешци отимају малу децу, коју потом хране магијским травама; она која то преживе постају вешци, чаробњаци с надљудским моћима; уче их да убијају, искорењују из њих сва људска осећања и инстикте - од њих стварају чудовишта која ће убијати друга чудовишта (Чудовишта је све мање, а вештаца све више...крајње је време да неко крене у лов на вешце.).
На путу натраг, Гералт схвата да Верена није русалка већ брукса (врста вампира), и враћа се да спасе Нивелена: рањеног у борби са Вереном, Гералта спашава Нивелен, који пробада Верену коцем; последњим дахом, брукса изјављује љубав Нивелену и покушава да га поведе са собом у смрт, али је Гералт убија. Неколико тренутака касније, Нивелену се враћа људски лик: у бајкама је било зрно истине, али љубав мора бити истинска.

### Мање зло
Сатирична (и трагична) верзија бајке о Снежани и седам патуљака.

#### Заплет
Уочи пијачног дана, Гералт стиже у Блавикен са телом кикиморе (за коју није расписана награда) и одседа код старог пријатеља Калдемајна, градоначелника. У покушају да прода леш чудовишта локалном чаробњаку Ириону (који се доселио пре годину дана), Гералт га препознаје као Стрегобора - бившег дворског чаробњака краља Идија у Ковиру - који се крије у Блавикену под лажним именом.
Стрегобор моли Гералтову помоћ тврдећи да га прогони чудовиште - девојка наводно рођена под клетвом Црног Сунца: некадашња принцеза Ренфри, на којој је Стрегобор открио знакове проклетства, уз помоћ девојчине маћехе (и њеног чаробног огледала које увек говори истину). Девојка је успела да заведе ловца послатог да је убије, и постала чувена разбојница, наговоривши седморицу гномова-рудара да приступе њеној банди. Гералт се руга тој идеји, називајући је апсурдном. Стрегобор моли вешца да га одбрани и убије девојку, тврдећи да је она чудовиште у већој мери од кикиморе коју је убио. Он инсистира да би убити је, било "мање зло". Гералт одбија и одлази.
У међувремену, Ренфри, млада жена о којој се ради, долази у Блавикен заједно са својом бандом разбојника. Гералт и Калдемејн им прилазе у крчми и наређују им да мирно напусте град, али Ренфри им показује пропусницу од краља Аудоена која их чини недодирљивим, пошто су у краљевској служби.
Те ноћи, у својој соби у поткровљу (у Калдемеиновој кући), Гералт среће Ренфри која се увукла кроз прозор. Девојка излаже вешцу своју верзију приче: како је њена маћеха кришом унајмила Стегобора да је прогласи закониту престолонаследницу - принцезу Ренфри - за чудовиште и тако обезбеди престо свом сину. Открива да ју је ловац, послат да је убије, најпре силовао, а затим пустио у дивљину, где је била принуђена да се продаје своје тело у замену за храну, а затим да приступи разбојницима. Она такође упоређује Стрегобора са кикимором коју је Гералт донео у град, рекавши да је он горе чудовиште и Гералту нуди исти договор као Стрегобор: да изабере мање зло и сам убије Стрегобора, иначе ће доћи до крвопролића у граду, пошто ће градоначелник и грађани свакако бранити свог чаробњака.
Гералт поново одбија - он моли Ренфри да опрости Стрегобору и тако докаже да је чаробњак погрешио у вези Проклетства. Она одбија, али обећава да ће напустити град мирно, и пронаћи Стрегобора негде другде за коначни обрачун; на растанку, она и Гералт воде љубав.
Ујутро, за време доручка са Калдемеином и његовом породицом, градоначелник узгред помиње Тридамски масакр (док је Ренфри поменула "Тридамски ултиматум" претходне ноћи). Када Калдемеин прича целу причу, Гералт изненада схвата шта је Ренфрин прави план: пошто је локални чаробњак дужан да заштити град, она планира да узме за таоце становнике на тржишту, и убија их једно по једно све док се чаробњак не преда.
Без објашњења, Гералт јури на пијацу и затиче Ренфрину банду како се мирно припрема за покољ, док народ ништа не слути. Гералт их напада и убија без муке, а Ренфри се враћа на време да види крај битке. Она открива да је Стегобор игнорисао њен ултиматум, говорећи јој да уради што хоће грађанима. Затим се суочава са Гералтом и они укрштају мачеве.
После борбе, Стрегобор долази на поприште, желећи да изврши аутопсију девојке, како би доказао своју теорију о проклетству, али му Гералт не дозвољава да оскрнави њено тело; Стрегобор сместа напушта град, позивајући вешца да пође са њим. Грађани, који се окупљају након битке - не знајући за опасност која им је претила - засипају Гералта камењем; Калдемајн их зауставља, у име некадашњег пријатељства, и заувек протерује Гералта из Блавикена.
Тако је Гералт постао познат под новим именом у северним краљевставима: Касапин из Блавикена.

### Питање цене
Гералт помаже краљици Каланте да скине клетву са своје кћери, принцезе Павете.

#### Заплет
Каланте, краљица Цинтре, позвала је Гералта од Ривије на петнаести рођендан своје кћери, принцезе Павете, прерушивши га у витеза. Као што је обичај, кандидати за принцезину руку су се појавили на гозби. Током вечере, Гералт има дуг разговор са краљицом о професији вешца, али му она још не говори разлог због кога је позван.
Изненада на гозбу долази незвани гост: витез у пуном оклопу под затвореним шлемом (који због заклетве не може да скине до поноћи), који се представља као Јеж из Ерленвалда. Он тврди да је дошао да покупи обећану награду за спас живота краља Рагнара: по Закону ненаданости ("даћеш ми оно што те прво дочека на прагу"), принцеза Павета му је припала од дана њеног рођења.
Иако краљица Каланте признаје да је то истина, она нема намеру да своју кћер преда странцу. Барони и лордови су подељени у мишљењу: неки желе принцезу за себе и подржавају краљицу, док други, међу којима Ејст Турсех, јарл са Скелига, краљичин љубавник, и друид Мишовор, тврде да се краљевско обећање мора одржати, јер на њима се заснивају краљевства. Гералт, глас разума, говори да би се у потпуности придржавао Закона о изненађењу, Павета би се морала сложити да пође са Јежом. Управо тада, звоно одбија поноћ, и витез је присиљен да скине шлем: на општи шок, Јеж изгледа као звер, са њушком обраслом бодљама, и неки од просаца грабе оружје. Без обзира на то, краљица сада пита принцезу Павету жели ли да оде с витезом, а она одговара потврдно. Краљица пада у несвест и избије борба: Јежа нападају стражари, које је позвала краљица, и остали удварачи на гозби, на челу са Крах ап Кајтеом (Ејстовим сестрићем), а бране га Гералт, Мишовор и Ејст, уз помоћ грофа Кокодака.
Видећи да је њен љубавник нападнут, принцеза Павета испушта магијски врисак, који обара присутне и потреса читав замак. Гералт и Мишовор магијом смирују Павету, а Јежев лик почиње да се претвара у мушкарца, и он се представља као Дуни, млади племић који је у детињству био жртва проклетства.
Дуни и Паветта објашњавају ситуацију краљици: они су се тајно виђали већ више од годину дана, и заљубили су се. Када се смирила, краљица Каланте се сложила са њиховом љубављу и предстојећим венчањем, док Ејст Турсех прихвата брак са краљицом Каланте.
Захваљујући Гералту што је му је спасао живот, Дуни му нуди све што пожели: позивајући се на Закон Ненаданости (као Дуни пре 15 година), Гералт тражи од њега "оно што већ има, али не зна", откривајући свима, укључујући Дунија и Павету, да је принцеза трудна. По Закону Ненаданости, њихово прво дете припада Гералту, да га одгаји као вешца.

### Крај света
Гералт и Невен бране село у Долини Цвећа од ђавола који омета пољске радове.

#### Заплет
Гералт и Невен долазае у село Горња Посада да потраже посао. Након што је провео доста времена покушавајући да сазна да ли има плаћених послова, вештац закључује да приче мештана нису ништа више од празновјерја и не представљају прави посао за вешца. Пар одлучује да крене даље, у забачену Долину Цвећа, која је на "ивици познатог света".
Док се приближавају Доњој Посади, Невен примећује да неке кочије јуре за њима. Нетли, локални фармер, их стиже како би им понудио прави посао за вешца (и он је свестан да су људи у Горњој Посади говорили бесмислице). Он предлаже да наставе свој пут и разговарају о послу у релативној удобности у селу.
Сеоски старешина, Дун, говори о 'ђавлу' чија је злоћа постала проблем (краде семе и плодове, руши брану, обара усеве, квари алатке и пали лулу у сену), али сељани не желе да га вештац убије. Упркос тврдњама Невена да нема ђавола, Гералт се слаже да погледа и види шта може да уради.
На пољима, усред конопље и хмеља, Гералт и Невен проналазе "ђавла" - заправо једног сатира или фауна. Невен и блејући 'ђаво' размењују неколико речи које изазивају фауна да заспе придошлице гвозденим куглицама, и они беже.
У селу, Гералт се суочава са Дуном и Нетлијем и упознаје стару мудру жену и младу девојку - Лиле - која је прати. Старица показује древну књигу (коју она говори напамет, по сећању, јер је неписмена), која је заправо лексикон чудовишта (и лекова против њих). На овај начин, вештац и бард сазнају да је ђаво, заправо, силван. Сељани су покушали да користе предлоге књиге за терање звери - предлог који га је очигледно оставио добро наоружаног гвозденим куглама; затим су, по савету књиге, потражили вешца.
Следећег дана, назад на пољима, Гералт покушава да убеди силвана да оде. Ђаво га одбија, али сугерише да ако вештац жели да се игра, он је спреман: долази до тучњаве у конопљи из које се силван једва извуче. Утом Гералта обарају и онесвешћују неидентификовани јахачи.
Вештац се буди на земљи, везан, уз гласове људи који причају Старим (вилењачким) Говором. Он препознаје један од гласова који припадају 'ђаволу', и сазнаје да је његово име Торкве. Други говорник је вилењак, Галар. Уз вешца је и Невен, слично везан.
Слободни вилењаци (Аен Сидхе), који су их заробили, примећују да су заробљеници будни, а огорчена вила по имену Торувиел се руга људским музичким способностима и ломи Невенову лауту. Затим наставља да мучи Гералта, али је вештац, упркос томе што је везан, обара на земљу ударцем главом и ломи јој нос, а други вилењаци ваде ножеве. Заустављени су доласком старијег вилењака по имену Филавандрел.
Сазнајемо да је Торкве све време помагао слободним вилењацима, крадући семе и пољопривредне алатке од људи, да покушају да узгајају храну у брдима, јер је њихов народ, живећи од лова у дивљини, већ дуго на ивици глади. Уједно схватамо и разлоге због којих већина вилењака пристаје на живот у гетима под влашћу људи: вилењаци се не баве земљорадњом, и цена њихове слободе је глад. Како би сачувао тајну, вилењачки поглавица осуђује вешца и барда на смрт, али их Торкве узима у заштиту и заклања својим телом.
Срећом, у том тренутку наилази Лиле, коју вилењаци поздрављају као легендарну Краљицу Поља, спуштају оружје и падају на колена. Филавандрел јој се обраћа, али док она не изговара ни реч, чини се да телепатски комуницира са њим. У међувремену, Торкве одвезује Гералта и Невена, који се онесвестио.
Вилењаци одлазе у тишини, Филавандрел се опрашта од Гералта, Торувиел даје нову лутњу Невену и они се растају. Филавандрел каже Гералту да је поново размислио и да се нада да га вештац неће изневерити када се поново сретну на бојном пољу. Гералт га уверава да ће дати све од себе.
Прича завршава са вешцем, бардом и силваном око логорске ватре, како читају књигу добијену од сељана и размишљају куда даље.

### Последња жеља
Пародија на бајку о Аладину и чаробној лампи: Невен добија две од три жеље, а Гералт упознаје Јенефер.

#### Заплет
Једног јутра, покушавајући да улове рибу за доручак, Невен и Гералт уместо тога упецају стару, запечаћену амфору. Невен, игноришући Гералтова упозорења, отвара вазу из које излази велики облак црвене магле - дух из амфоре. Гералт покушава да га спречи, али Невен, убеђен да се ради о духу који испуњава жеље, изговара своју листу жеља (да његов ривал сместа умре од апоплексије, и да му се неосвојива бароница одмах преда): уместо тога, Дух напада и дави барда.
Гералт покушава да одбрани пријатеља, и након наизглед бесплодне борбе, одлучује да искористи народно предање које је одувек сматрао бесмислицом. Вештац хвата печат амфоре који је пао на земљу и узвикује егзорцизам. Дух ослобађа барда и нестаје преко реке, али је Невен тешко рањен.
Након једног дана вожње, они стижу до врата Риндеа, али им стража каже да нико не може проћи кроз капије од сумрака до свитања без пропуснице од краља или доказа о племству. Стражар им нуди смештај у касарни до јутра.
Чекајући да зора сване, Гералт упознаје вилењаке Хиреадана и његовог рођака Ердила и витеза (полу-вилењака) Вратимира. Они га обавештавају да постоје строге казне за бацање чини у граду, а магови заузврат бојкотују Ринде. Ипак, постоји један, који наставља да ради своју магију унутар градских зидина и отворено крши закон: чаробница Јенефер из Венгерберга, која живи под заштитом новиградског трговачког амбасадора, Беау Беранта.
Кад зора сване, Гералт улази у град да нађе чаробницу. Стигавши у кућу Беау Беранта, на вратима затиче Кербера, портира; након безуспешне расправе, Гералт одлучује да покуша са златом, и обара вратара својим новчаником, склонивши његово тело у оближњу спаваоницу. На улазу у подрум, вештац среће веома пијаног Беранта, који је кренуо по сок од јабуке за своју гошћу и моли Гералта за помоћ; Гералт доноси сок, али затиче амбасадора у несвести.
Кренувши уз степенице, вештац случајно наилази на Јенеферину спаваћу собу. Изненађена, чаробница насумце испаљује лоптасту муњу на Гералта, који одбија напад знаком Квен. Након тога, Јенефер пристаје да помогне Невену, али се најпре окупа пред Гералтом, кога засени њена лепота (иако наслућује да изглед чаробнице није природан, већ је последица магије, јер већина дјевојака које постану чаробнице су по природи ружне или деформисане). Најзад обучена, Јенефер отвара портал до гостионице у којој је смештен Невен.
Назад у Ердиловој гостионици, док се Јенефер стара о Невену, Хиреадан каже Гералту да се Јенефер, упркос њеној лепоти, не може веровати.
Излечивши Невена (који је пао у сан), Јенефер и Гералт се сукобљавају око плаћања за њене услуге. Гералт прво жели да одведе Невена на сигурно и нуди гаранције да ће платити када се врати, али чаробница жели своју цену одмах и открива да је за сваки случај заробила Гералта у соби. Вештац је потпуно парализован, и након безуспешне расправе, Гералт се губи свест, да би се пробудио у ћелији са "поштеним лоповима", једним невиним старцем и Хиреаданом.
Вилењак каже Гералту разлог њиховог затварања: под утицајем Јенеферине чаролије, Гералт је кренуо кроз град, кажњавајући свакога ко је икада увредио Јенефер. Локални апотекар Лаурелносе је био јавно изударан по стражњици од стране вешца због својих "злочина". Док њих двојица размишљају о својој ситуацији, њихова размишљања су грубо прекинута улазом тројице стражара. Један од њих почиње да вређа и удара Гералта, док његови пријатељи држе вешца: у жељи да га изазове, Гералт му каже да пукне од муке, и на опште изненађење, човек се распрсне у комадиће.
Вештац и вилењак доведени су пред градоначелника Невила и свештеника Крепа. Градоначелник није задовољан ситуацијом, али пре него што може донети пресуду, Невен се изненада спусти у собу с магичног портала који се изненада појавио на зиду. Бард обавештава присутне да је вештац невин, и да га је Јенефер послала да призна кривицу у њено име и избави Гералта.
Невен једва да је имао времена да се објасни када се споља зачује рика и олуја. Са прозора, група види да је Јенефер намамила Духа у град и покушава да га ухвати како би задобила његове моћи. Дух је ипак много јачи од ње, и упркос Јенефериним чаролијама који га везују за Ердилову крчму, Дух уништава град.
Гералт одводи остале на безбедно и успева да наговори Крепа да поново отвори портал кроз који је Невен управо ушао. Гералт скаче кроз портал, намеравајући да спаси чаробницу, али Јенефер му се опире, желећи да ухвати Духа по сваку цену; чаробница отвара портал у који вештац упада, повукавши и њу са собом. Портал их искрцава на формалном банкету на који нису позвани, али Јенефер се одмах враћа кроз портал, са Гералтом који је прати.
Напољу, окупљени људи у страху гледају како Дух наставља да дивља градом. Након свађе, Јенефер поново заробљава Гералта.
Паралисан, Гералт схвата истину: Дух је испуњавао његове(Гералтове) жеље, јер је он последњи држао печат од амфоре. Његова прва жеља била је егзорцизам који је користио на Духу, а друга је била да се стражар распрсне, тако да Дух и даље чека Гералтову трећу жељу. Будући да Дух још увек мора испунити жељу свог господара, он још није ослобођен и стога Јенефер не може да га зароби. Док преиспитује своју могућу последњу жељу, вештац такође схвата како је изгледала Јенефер пре него што је постала чаробница: била је грбавац. Онда се одлучи на своју последњу жељу.
У следећем тренутку, Дух се ослобађа, гостионица се сруши и тишина се спушта на село. Под рушевинама гостионице, Јенефер се нашла у Гералтовом загрљају. Док кафеџија објашњава окупљенима да је крчма била осигурана,Јенефер и Гералт почињу да воде љубав у рушевинама, што је почетак бурне љубавне везе.

## Цитати
Не разумем се у то, може бити да је способност слободног прескакања од потресне лирике до бестидних свињарија управо одлика талента. (Ненеке о Невеновој поезији)

## Ликови
- Гералт од Ривије (пољ. Geralt z Rivii) познат и као Гвинблејд (Древни вилењачки говор: "Бели вук") и Касапин из Блавикена,[13] је главни јунак Саге о Вешцу. Вештац, који путује Континентом (углавном Северним краљевствима) и живи од лова на чудовишта, која муче целу земљу. Мутант, изложен мутагеним травама као дете (током процеса познатог као Кушња) обдарен натприродном снагом, брзином и оштрином чула (које појачава магичним еликсирима), дуговечношћу (имплицирано је да је старији од сто година, и не показује знаке старења) и основним познавањем магије, али је проклет стерилитетом, судбином свих мутаната. Опрезан, усамљен и ћутљив човек, ванбрачни син чаробнице која га се одрекла, одгајен на вештерској академији у Каер Морену, од старијег вешца по имену Визимир. Строго се придршава кодекса вештаца: не убија разумна бића и чува строгу неутралност у политичким сукобима.[14] Питер Апор тврди да он оличава неолиберални анти-политички дух пољске популарне културе из деведесетих.[15]

- Јенефер од Венгерберга (пољ. Yennefer z Vengerbergu) славна чаробница стара 94 године[16], са изгледом прелепе црнокосе девојке. Чланица Савета чаробњака, борила се код Содена на страни Едирна, где је ослепљена (али је излечена магијом). Поносна, независна и темпераментна жена, али дубоко заљубљена у Гералта; оптерећена немогућношћу да има децу, пошто се све полазнице школе магије у Аретузи стерилишу у детињству. У младости грбава, пореклом из полувилењачке породице.[16]
- Невен (енгл. Dandelion, пољ. Jaskier) правим именом гроф Јулијан, чувени песник, бард и Гералтов пријатељ. Неке од његових најславнијих балада описују љубав Гералта и Јенефер; прве две збирке приповедака представљене су у трећој књизи као песме које Невен пева слушаоцима под светим дрветом.[17] У време саге близу четрдесете, необично висок, младолик и привлачан, понекад га замењују за вилењака. Учесник већине Гералтових авантура.

## Географија
Иако званична мапа још не постоји, на основу описа из књига, измишљени "Континент" може се грубо поделити у три дела:
- северозападни део Континента заузимају Северна Краљевстава: Редања (северозападно), Кедвен (североисточно), Темерија, Махакам, Соден и Бруга (југозападно) и Едирн, Лирија и Ривија (југоисточно); уз западну обалу леже Цидарис и Скелишка острва; северно од Редање налазе се Ковир и Повис. Граница Северних краљевстава и Нилфгарда иде реком Јаругом (која се улива у море код Цинтре): северно од Јаруге су кнежевине Бруга и Верден (вазали Темерије), а јужно од реке су Доњи Соден и Цинтра, од скора под влашћу Нилфгарда, и царске провинције Ебинг (уз обалу) и Дол Ангра (у унутрашњости), као и вазална кнежевина Тусен.[19]
- југозападни део Континента (јужно од реке Јаруге) заузима царство Нилфгард, састављено од провинција, од којих се помињу: Дол Ангра, Тусен (јужно од Јаруге), Метина, Назаир, Ебинг, Виковаро (даље на југу).[19]
- источни део Континента, где се налазе пустиња Корат, Зериканија, Хакланд и Ватрене планине, углавном је непознат.